# ۷۹۸ (میلادی)
۷۹۸ (میلادی) هفتصد و نود و هشتمین سال تقویم میلادی است.

## درگذشتگان
‎